# Birger Thorin Grave
Birger Thorin Grave, auch Birger T. Grave, (* 22. Mai 1952 in Bremen) ist ein deutscher Illustrator und Comic-Zeichner.

## Biografie
Grave absolvierte von 1968 bis 1969 eine Lehre zum Grafischen Zeichner in Bremen. Er studierte von 1970 bis 1974 an der Hochschule für Gestaltung Hamburg mit den Schwerpunkten Illustration (Wilhelm M. Busch), freie Malerei, Konzeption und Manuelle Drucktechniken. 1974 war er Mitbegründer der Kinder-Malschule in Bremen, an welcher er bis 1976 auch unterrichtete.
Im Anschluss drauf arbeitete Grave bis 1981 als Layouter und Illustrator in den Agenturen Economia (Hamburg), Gall (Lüneburg) und Eichenherr Werbung (Hamburg). 
Von 1974 bis 1978 folgten Einzelausstellungen in Lübeln bei Lüchow, Altenmedingen, Lüneburg und Hamburg und eine Gemeinschaftsausstellung in Bremen. 1981 begann er seine Tätigkeit als Freischaffender Illustrator und Storypainter sowie als Dozent an der HTK für Illustration, Comic und Storyboard, heute Hamburger Technische Kunstschule.
2001 gründete er mit drei ehemaligen Studenten der HTK-Hamburg das Hamburg Art Department für die Bereiche Comic, Illustration, Storyboard sowie Grafik-Design.

## Werke
- Hommage an John Lennon (1981, Schreiber & Leser, 3 Illustrationen)
- Der Raabe – Edgar Allen Poe (1982, Factory, 3 Illustrationen in Der Raabe, 8 Illustrationen in Der Untergang des Hauses Usher)
- Erehwon – Die Reise nach Irgendwo (1982–83, Schreiber & Leser)
- Die Spuren der Götter (1985–90, 5 Bände, Carlsen Verlag, mit Rafael Solá Ferrer)
- Mirkos Abenteuerreisen in die Zeit (1985–90, Heinrich Bauer Verlag)
- 1991–98: Verschiedene Auftragsarbeiten, u. a. für die Hamburger Morgenpost, Privatpersonen; sowie diverse Ausstellungen.
- Gran Paradiso (1999, Storyboard)
- Fuck (1999, Storyboard, Produktion und Design)
- Kid City (1999, Storyboard, Produktion und Design)
- Telefonbuch (1999, Produktion und Design)
- Das Mädchen und der Gnom (1999, Produktion und Design)
- Klaus Störtebeker (1999, Storyboard, Produktion und Design)
- Die Frau vom Checkpoint Charlie (2001, Storyboard, Produktion und Design)
- Einzelausstellung Galerie Helmers (2008, Badenweiler-Lipburg, Projekt: Thannhäuser/Fliegender Holländer)